# Aleksej Goesarov
Aleksej Vasiljevitsj Goesarov (Russisch: Алексей Васильевич Гусаров) (Leningrad, 8 juli 1964) is een Russisch ijshockeyer.
Goesarov won tijdens de Olympische Winterspelen 1988 de gouden medaille met de Sovjetploeg en in 1998 de zilveren medaille met de Russische ploeg.
Goesarov werd driemaal wereldkampioen. Goesarov werd samen met Valeri Kamenski en de Zweed Peter Forsberg in 1996 lid van de Triple Gold Club door met Colorado Avalanche de Stanley Cup te winnen.